# Xavier in de puree
Xavier in de puree is het 11de album in de stripreeks van F.C. De Kampioenen, getekend door Hec Leemans met medewerking van Tom Bouden.
De strip werd uitgegeven door Standaard Uitgeverij in 2000.

## Het verhaal
Xavier is met de fiets en een zware zak van 80 kg aardappelen onderweg naar de kazerne. Door een telefoontje van Kolonel Vandesijpe heeft hij bijna een verkeersongeval. Een vrachtwagen kan hij ontwijken maar met fiets en al duikt hij wel door de vitrine van de dure kunstgalerie van mevrouw Giechelheim. Die is eerst zeer boos en dreigt met een grote schadeclaim tegen Xavier en of het leger, maar wanneer net dan Jan Shapo (naar Jan Hoet) van het kunstmuseum Smiksmak (naar SMAK) binnenloopt, draait de stemming plots om. Shapo vindt de compositie van de fiets, de aardappelen en de verbrijzelde vitrineruit grote kunst en biedt veel geld aan de galeriehoudster. Xavier wordt ter plaatse de nieuwe laatste grote hedendaagse kunstenaar, de nieuwe Marcel Blootaars (naar Marcel Broodthaers), en houdt er ook nog mooi geld aan over.
De Kampioenen bezoeken het Smiksmak en krijgen allemaal ideeën voor nieuwe kunstwerken. Xavier mag intussen in het kasteel van Baron d'Acoz de Poperinghe via mevrouw Giechelheim een nieuwe installatie creëren. Hij slaagt erin nog een paar maal geld te verdienen, maar zodra Carmen zelf als galeriehoudster wil beginnen, verspreiden Shapo en Giechelheim de boodschap dat Xavier op retour is, en zijn werk niet meer relevant is. Pol De Tremmerie slaagt er nog in een kunstwerk te verkopen, verkleed als Polopov Detremmerititi, maar daar blijft het bij en Jan Shapo en mevrouw Giechelheim zijn al terug op zoek naar een nieuwe hype. Xavier en Carmen krijgen intussen de belastingen over de vloer die hun een forse aanslag opmaken voor hun inkomsten van de kunstwerken.

## Hoofdpersonages
- Balthasar Boma
- Bieke Crucke
- Pascale De Backer
- Pol De Tremmerie
- Doortje Van Hoeck
- Marc Vertongen
- Bernard Theofiel Waterslaeghers
- Carmen Waterslaeghers
- Xavier Waterslaeghers

## Gastrollen
- Kolonel Vandesijpe
- Jan Shapo
- Mevrouw Giechelheim
- Baron d'Acoz de Poperinghe

Zal 't gaan, ja? · Mijn gedacht! · Buziness is buziness · Vliegende dagschotels · 't Is niet waar, hé? · De dubbele dino's · Kampioen zijn is plezant! · Kampioenen op verplaatsing · Tournee Zénérale · De ontsnapping van Sinterklaas · Xavier in de puree · Het sehks-schandaal · De kampioenen maken een film · Oma Boma · De huilende hooligan · Bij Sjoeke en Sjoeke · Het geval Pascale · De simpele duif · Supermarkske · Supermarkske slaat terug · Kampioenen aan zee · Boma in de coma · De dader heeft het gedaan · De wereldkampioenen · Sergeant Carmen · Het spiedende oog · Vertongen en zoon · Man, man, man! · Stem voor mij! · Gebakken lucht · Kampioenen op wielen · De zeep-serie · Kampioenen in Afrika · Supermarkske op de bres · Agent Vertongen · De trouwpartij · Kampioenen op latten · Buffalo Boma · De vliegende reporter · De groene zwaan · Xavier gaat vreemd · De lastige kampioentjes · Boma in de wellness · De antieke antiquair · Alle hens aan dek  · Supermarkske op het slechte pad  · De schat van de Macboma's · De Jobhopper · De Kampioenen in het circus · 50 Kaarsjes... · Baby Vertongen · De nies van de neus · Don Padre Padrone · De rally van tante Eulalie · Paulientje op de dool · Miss Moeial · Carmen in het nieuw · Het geheim van de kampioentjes · De Afronaut · De erfenis van Maurice · De Kampioenen maken ambras · Oma Boma trainer · DDT doet weer mee · 20 jaar later · De Kampioenen in Pampanero · Kampioentjes verliefd · Supermarkske is weer fit · De pil van Pol · Vertongen Vampier · Fernand gaat trouwen · De verdwenen kampioenen · Xaverius De Grote · Komen vreten · Dolle Door · Hello poepa · De vinnige voetballer · Vijftig tinten paarsblauw · Dokter Jekyll en mister Vertongen · De kampioenen van de filmset · De Kampioentjes en het spookkasteel · De Kampioenen in Rio · Boma op de klippen · Op zoek naar Neroke · Supermarkske bakt ze bruin · De Corsicaanse connectie · De lotto-kampioen · DDT op het witte doek · De geniale djinn · Paniek in de Pussycat · De kampioentjes maken het bont · De malle mascotte · De pakjesoorlog · Supermarkske is weer proper · De tandartsassistente · Maurice de zwijger · Pol en Doortje gaan scheiden · Allemaal cinema! · Boma burgemeester · De nieuwe kolonel · Alles loopt in het honderd · De bucketlist van Xavier · Bibi Carmen · De kampioentjes en de kroonprins · Vrouwen aan de macht · Patatten en saucissen · De bronzen beker · Supermarkske en de 7 dwergen · De Kampioenen trappen door · De grimas van een paljas · De verjaardagstaart · Kampioenen aan het front · Boma in de val · Terug naar Splotsj · Ginette · Gespuis in huis · De knecht van tante Eulalie · De bal is rond · De strijd der titanen